# Fundo OVNI
O Fundo Objeto Voador Não Identificado, ou Fundo OVNI,  é um fundo do Arquivo Nacional, que reúne itens relacionados a objetos voadores não identificados no Brasil. São itens coletados pelo Ministério da Defesa, incluindo 743 documentos (questionários sobre ocorrências, correspondências), fotografias, áudios e vídeos. O fundo tem itens de 1952 a 2016, incluindo os documentos relativos à Operação Prato e relatos de ocorrência de OVNIs em Varginha. É considerado o principal fundo documental público sobre OVNIs no Brasil.